# Malabarrupsklauwier
De malabarrupsklauwier (Tephrodornis sylvicola) is een zangvogel uit de familie Vangidae (vanga's). Eerder werd deze vogel als een ondersoort van de grote rupsklauwier (Tephrodornis virgatus) beschouwd.

## Verspreiding en leefgebied
Het is een endemische vogelsoort in het zuidwesten van India.

## Status
De grootte van de populatie is niet gekwantificeerd maar de soort wordt omschreven als doorgaans schaars maar plaatselijk soms algemeen. Op de Rode lijst van de IUCN heeft deze soort de status niet bedreigd.